# Interdelta mediafricana
Interdelta mediafricana là một loài bướm đêm trong họ Noctuidae.